# مارشال مايلز
مارشال مايلز (بالإنجليزية: Marshall Miles)‏ هو لاعب الجسر ‏ ومحامي أمريكي، ولد في 16 ديسمبر 1926 في لوما ليندا في الولايات المتحدة، وتوفي في 5 فبراير 2013 في ريدلاندس في الولايات المتحدة بسبب نوبة قلبية.